# Кленики
Кленики (Клєнікі, Кленіки, Клейники, пол. Klejniki) — село в Польщі, у гміні Чижі Гайнівського повіту Підляського воєводства. Населення — 452 особи (2011).

## Історія
«Наша Ніва» про український театр у Клениках
Вперше згадується у 1540-ві роки. У 1909 році в селі був заснований сільський колектив, який ставив п'єсу «Розумний і дурень» українського письменника Івана Карпенка-Карого.
У 1975—1998 роках село належало до Білостоцького воєводства.

## Демографія
Жителі розмовляють місцевою говіркою української мови.
Демографічна структура станом на 31 березня 2011 року:
|          | Загалом | Допрацездатний вік | Працездатний вік | Постпрацездатний вік |
| -------- | ------- | ------------------ | ---------------- | -------------------- |
| Чоловіки | 225     | 25                 | 130              | 70                   |
| Жінки    | 227     | 27                 | 80               | 120                  |
| Разом    | 452     | 52                 | 210              | 190                  |

У 1790 році в Клениках було 56 домів. У 1891 році налічувалося 103 доми і 825 жителів, у 1936 році — 178 домів і 1064 жителів, у 1956 році — 222 доми і 1113 жителів, у кінці 1990-х років — близько 240 домів і 1000 жителів.

## Культура
У селі збереглися власні народні звичаї та багато форм старих імен (Орехвій, Овлас, Овсеній, Полєвко, Фалєй, Єзофат).

## Релігія
У селі розташована парафіяльна церква Вознесення Господнього (Вшестя). Крім того, на території села розташовані мурована каплиця святого Миколи Чудотворця і мурована цвинтарна каплиця Преображення Господнього. Сьогодні до складу парафії Клеників входять села: Кленики, Ступники, Козлики, Іваново, Сапово, Ліщини, Істок, Радьки, Гуковичі, Городчино, Кожино, Градочна, Ляхи, Яново, Тиневичі Малі.
Церква в селі існувала вже у середині XVI століття. У 1959 році парафія нараховувала 3160 прихожан. У 1973 році згоріла дерев'яна церква 1880-х років. Замість неї у 1984 році збудована велика мурована церква Вознесення Господнього, яка була освячена в 1988 році.
У Клениках щороку 10 листопада проводиться храмове свято (яке називають «отпуст» або «пристольний празник») під час відзначення іменин Параскеви П'ятниці.

## Галерея

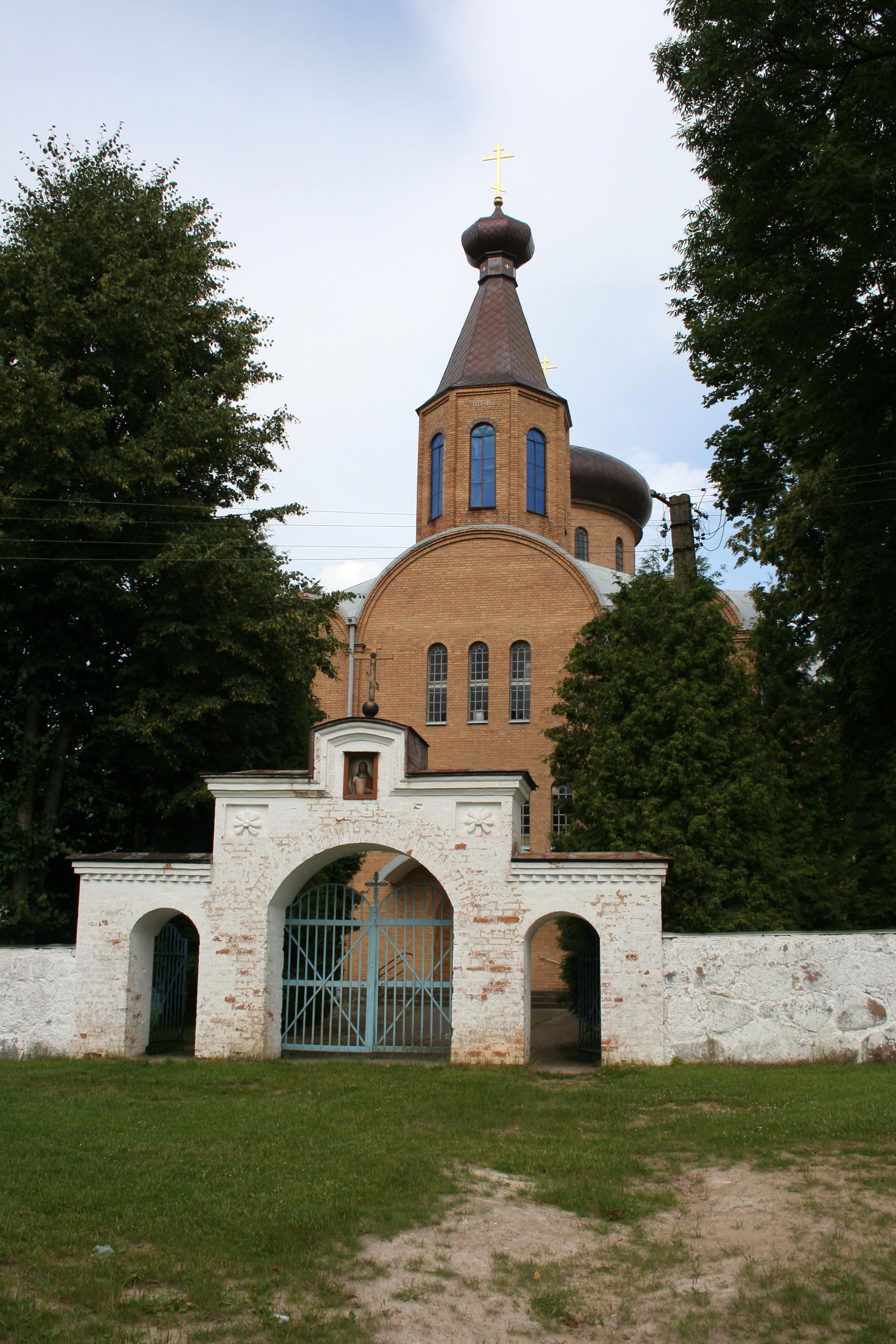
Православна церква Вознесення Господнього
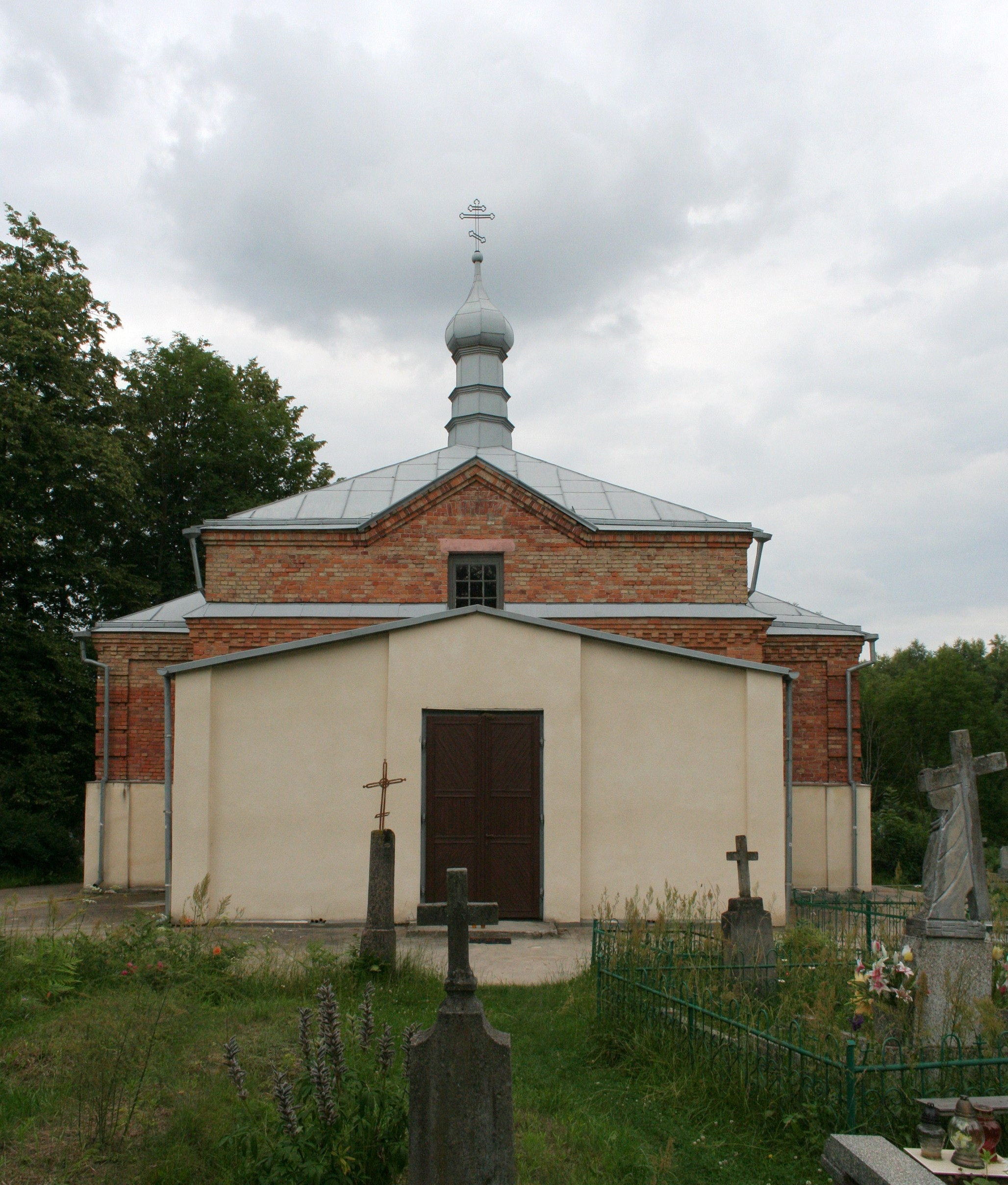
Православна цвинтарна каплиця Преображення Господнього
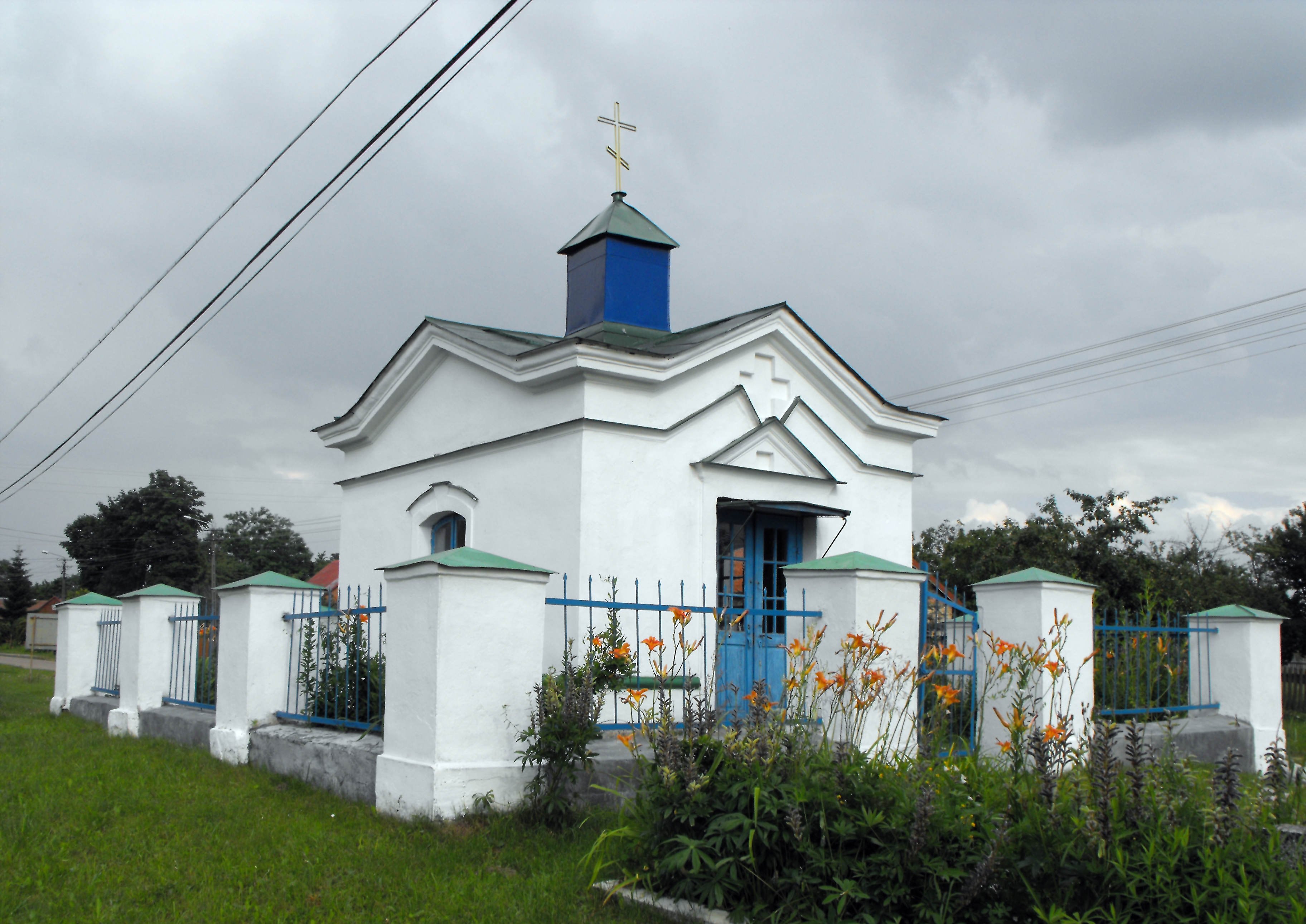
Православна каплиця святого Миколи
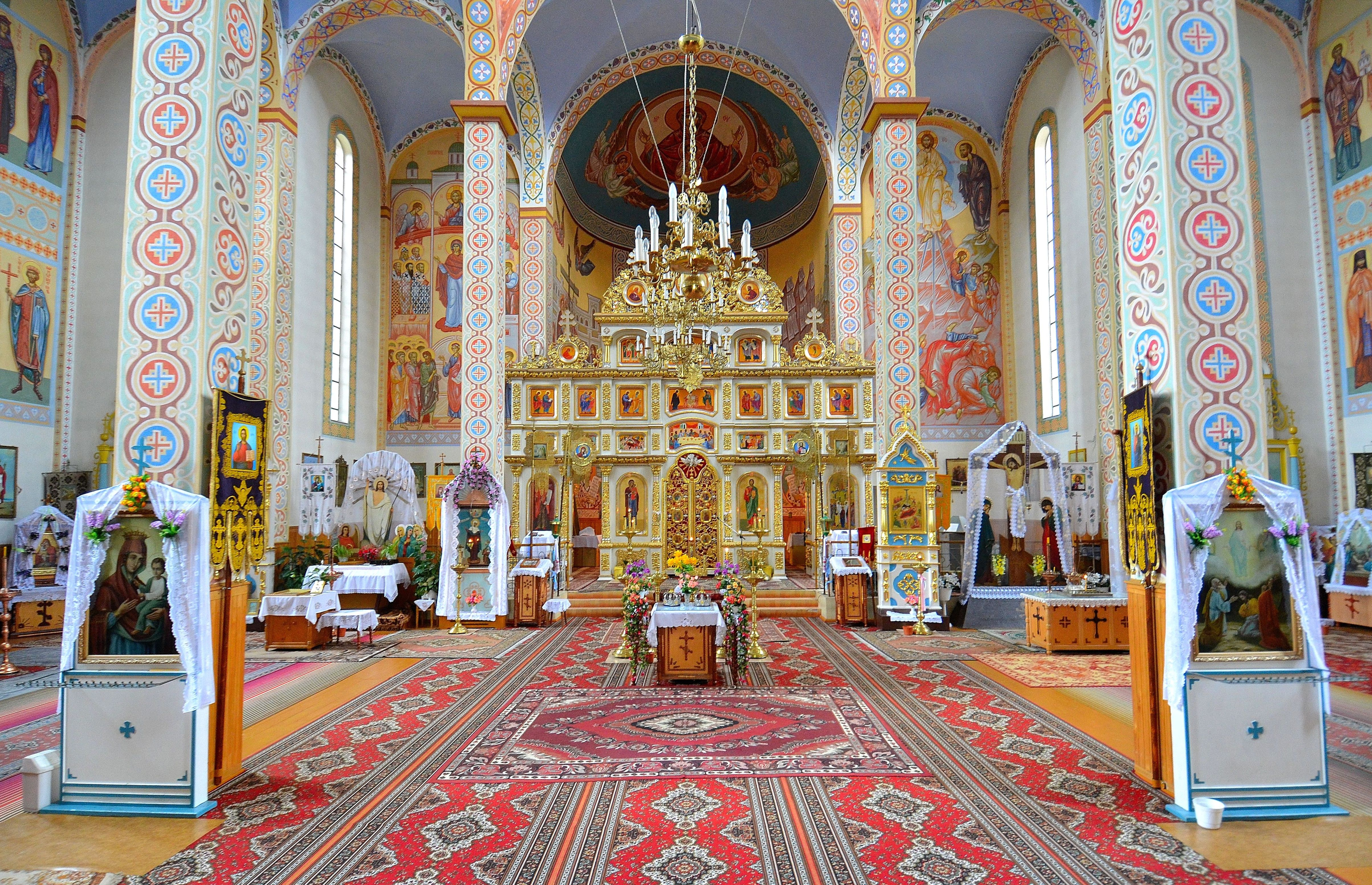
Інтер'єр церкви Вознесення Господнього
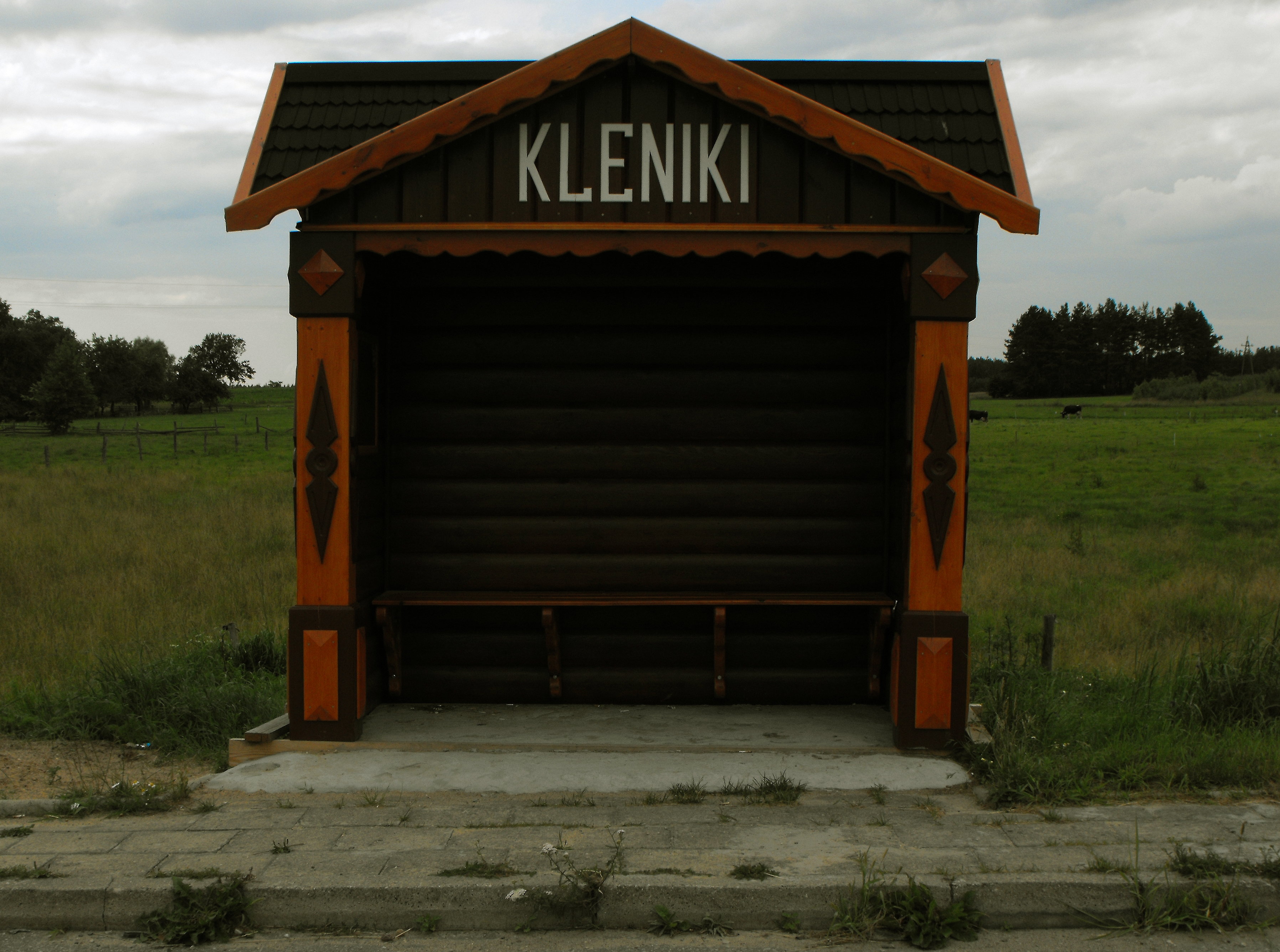
Автобусна зупинка